# Senale
Senàle (Unsere Liebe Frau im Walde in tedesco, che significa "Nostra Cara Madonna nel Bosco") è uno dei due villaggi che, insieme a San Felice, compongono il Comune italiano di Senale-San Felice nell'Alta Val di Non, che fa parte della Provincia autonoma di Bolzano. Comprende pure la località di Malgasott. Fino al 1974 era comune autonomo.

## Origine del nome
Il nome è attestato dal 1184 come ecclesia sancte Marie de Senali, nel 1298 S. Maria ex Silva, nel 1296 Ecclesia S. Maria de Senale de Valdo, nel 1325 Unser Frawen in dem Wald e dal 1496 come zu unser lieben Frawen im Wald auf Nons.

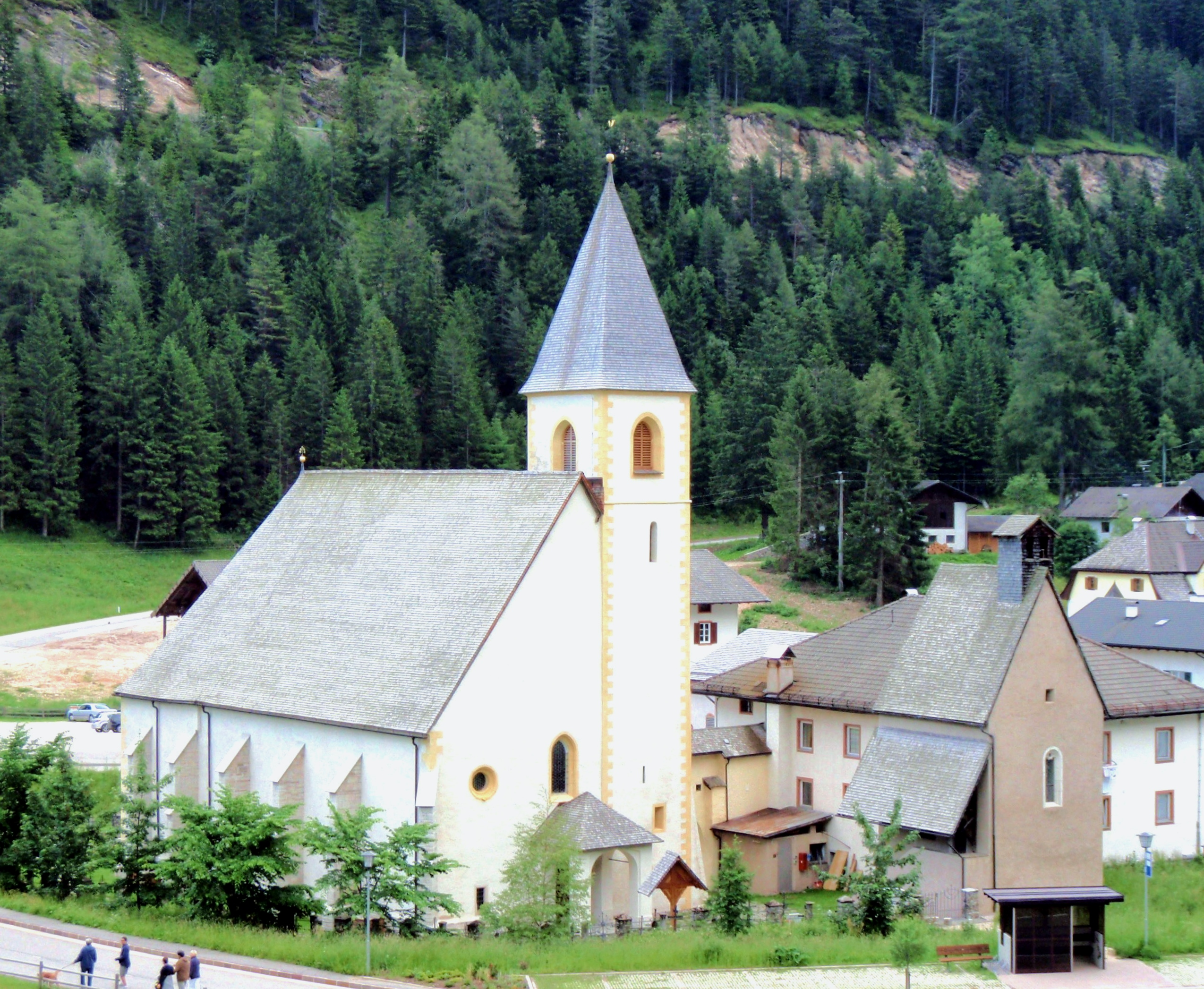
Chiesa di Santa Maria Assunta, parrocchiale.

## Storia
Il paese di Senale dal XII secolo è una celebre meta di pellegrinaggio, da sempre incorporata all'Abbazia di Muri-Gries. La chiesa gotica, con i suoi altari barocchi riccamente intagliati e l'immagine votiva della Vergine, richiama, la domenica e nei giorni festivi, la popolazione che giunge numerosa in questo grazioso villaggio. Nel periodo medievale vi era anche un ospizio annesso la cui esistenza sottolinea l'importanza della tratta che collegava, attraverso il Passo Palade, la zona di Merano alla Val di Non.

## Monumenti e luoghi d'interesse

### Architetture religiose
- Chiesa di Santa Maria Assunta